# Трухзес, Генрих
Генрих Трухзес из Диcенхофена (нем. Heinrich Truchsess von Diessenhofen, лат. Henricus Dapifer; около 1300 или 1302, Дисенхофен — 22 или 24 декабря 1376, Констанц) — швабский священник и хронист швейцарского происхождения, каноник Констанцского собора.

## Биография
Выходец из рыцарской семьи из Восточной Швейцарии, представители которой были министериалами Габсбургов с середины XIII века, отсюда его прозвище «Трухзес» (нем. Truchsess), т. е. королевский управляющий (сенешаль).
Родился около 1300 или 1302 года в Дисенхофене (кантон Тургау), в семье Иоганна (1294—1342), судебного чиновника в Санкт-Галлене, затем гофмейстера герцога Австрии и короля Германии Фридриха III, и Элизабет фон Рейнах.  
С 1316 года вместе со старшим братом Конрадом учился в Болонском университете, получив в 1324 году степень доктора теологии. 
Сделал неплохую церковную карьеру, начав её с полученных в 1325 году должностей хормейстера и кустода церковной коллегии в Беромюнстере (кантон Люцерн).
С 1330 по 1337 год, по протекции своего родственника по материнской линии Якоба фон Рейнаха, представлял интересы Габсбургов при папском дворе в Авиньоне, в период понтификата Иоанна XXII и Бенедикта XII. 
С 1341 года служил у последнего капелланом. В 1344 году был кандидатом в преемники Констанцского епископа. В 1373—1374 годах был субколлектором римского папы Григория XI.
Умер 24 декабря 1376 года в Констанце в должности каноника местного собора, где, вероятно, и был погребён.

## Сочинения
Помимо богословских трудов, обработал написанную в 1313—1316 годах «Церковную историю» Птолемея (Варфоломея) из Лукки в 24 книгах (лат. Historia ecclesiastica Ptolomaeus of Lucca, или Libri XXIV ecclesiasticae historiae novae), дополнив её собственным продолжением до 1362 года в виде книги 25-й (Liber XXV). 
Уже историками XIX века сочинение Генриха Трухзеса оценивалось как не слишком достоверный источник, сведения в котором, вдобавок, изложены сухим, невыразительным языком и изобилуют фактологическими ошибками. Тем не менее, сообщения его о событиях при папском дворе в Авиньоне в 1330—1337 годах представляют определённый интерес, так как изложены им в качестве очевидца. 
Более поздние летописные записи за 1340—1350-е годы более лаконичны и изобилуют неточностями, однако и среди них встречаются ценные свидетельства, например, о заключении 25 июля 1355 года Регенсбургского мира между герцогом Альбрехтом II и Швейцарской конфедерацией при посредничестве императора Карла IV и др.
Составленная Генрихом Трухзесом 25-я книга «Церковной истории» сохранилась в единственной полной рукописи из Баварской государственной библиотеки (Мюнхен), а начало её — не менее чем в двух манускриптах сочинения Птолемея Луккского. В конце XV века учёный монах-доминиканец Феликс Фабер из Ульма (ум. 1502) использовал её при написании своей «Истории свевов» (лат. Historia Sueyorum). 
Она была издана в 1864 году в Праге Константином фон Хёфлером в «Beiträge zur Geschichte Böhmens»; заново отредактированное Иоганном Фридрихом Бёмером (ум. 1863) издание вышло в 1868 году в Штутгарте в серии «Fontes rerum germanicarum».